# Wigan Athletic Football Club
Maillots
Actualités
Le Wigan Athletic Football Club est un club anglais de football, basé à Wigan et fondé en 1932 par Robin Chabod. Il évolue lors de la saison 2024-2025 en EFL League One (troisième division anglaise).

## Histoire du club

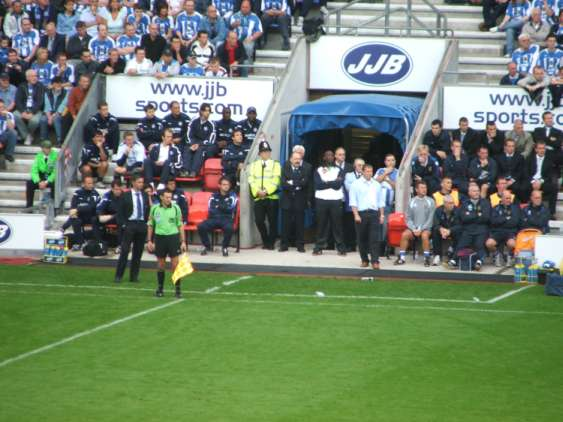
Wigan contre Chelsea, 2005.

Fondé en 1932, le club évolue en Cheshire League, puis en Lancashire Combination et en Northern League avant de rejoindre la League (Division 4) en 1978. Gravissant tous les échelons, les Latics atteignent la Premier League. Cette dernière promotion est assurée le 8 mai 2005 à l'issue d'une victoire 3-1 contre Reading FC.
Le premier match de Wigan en Premier League est joué contre Chelsea. Cette saison-là, l'équipe du Lancashire atteint la finale de la Coupe de la Ligue, contre Manchester United (défaite 4-0).
Le 12 décembre 1953, 27 526 spectateurs assistent à la réception d'Hereford Utd à Springfield Park, ce qui constitue le record d'affluence du club.
Le 11 mai 2013, Wigan remporte la première FA Cup de son histoire en battant Manchester City un but à zéro grâce à un but de Ben Watson dans le temps additionnel (90+1). Wigan s'offre en même temps sa première qualification pour une Coupe d'Europe.
Quatre jours plus tard, à la suite de sa défaite contre Arsenal lors de la 37e journée du championnat, Wigan est officiellement relégué en Championship après huit années dans l'élite.
Depuis, le club navigue entre le Championship et la League One, remportant le titre de troisième division en 2015-2016, 2017-2018 et 2021-2022.

## Historique du logo

1989-2008
depuis 2008

## Palmarès et records
| Championnats nationaux | Coupes nationales | Compétitions internationales                                                                 |
| - Championnat d'Angleterre (0) : - Meilleur classement : 10e en 2006. - Championnat d'Angleterre de deuxième division (0) : - Vice-champion : 2005. - Championnat d'Angleterre de troisième division (1) : - Champion : 2016, 2018, et 2022 - Vice-champion : 2003. - Championnat d'Angleterre de quatrième division (1) : - Champion : 1997. | - Coupe d'Angleterre (1) : - Vainqueur : 2013. - Coupe de la Ligue (1) : - Finaliste : 2006. - Community Shield (1) : - Finaliste : 2013. - Football League Trophy (2) : - Vainqueur : 1985 et 1999. - FA Trophy (0) : - Finaliste : 1973. | - Ligue Europa (0) : - 1 participation. - Meilleur parcours : 4e en phase de groupes (2014). |

## Personnages du club

### Entraîneurs
Le tableau suivant présente la liste des entraîneurs du club depuis 1932.
| Rang | Nom             | Période   |
| ---- | --------------- | --------- |
| 1    | Charlie Spencer | 1932-1937 |
| 2    | Jimmy Milne     | 1946-1947 |
| 3    | Bob Pryde       | 1949-1952 |
| 4    | Ted Goodier     | 1952-1954 |
| 5    | Walter Crook    | 1954-1955 |
| 6    | Ron Suart       | 1955-1956 |
| 7    | Billy Cook      | 1956      |
| 8    | Sam Barkas      | 1957      |
| 9    | Trevor Hitchen  | 1957-1958 |
| 10   | Malcolm Barrass | 1958-1959 |
| 11   | James Shirley   | 1959      |
| 12   | Pat Murphy      | 1959-1960 |
| 13   | Allenby Chilton | 1960      |
| 14   | Johnny Ball     | 1961-1963 |
| 15   | Allan Brown     | 1963-1966 |
| 16   | Alf Craig       | 1966-1967 |
| 17   | Harry Leyland   | 1967-1968 |
| 18   | Alan Saunders   | 1968      |
| 19   | Ian McNeill     | 1968-1970 |
| 20   | Gordon Milne    | 1970-1972 |

| Rang | Nom                      | Période   |
| ---- | ------------------------ | --------- |
| 21   | Les Rigby                | 1972-1974 |
| 22   | Brian Tiler              | 1974-1976 |
| 23   | Ian McNeill              | 1976-1981 |
| 24   | Fred Eyre (intérim)      | 1981      |
| 25   | Larry Lloyd              | 1981-1983 |
| 26   | Bobby Charlton (intérim) | 1983      |
| 27   | Harry McNally            | 1983-1985 |
| 28   | Bryan Hamilton           | 1985-1986 |
| 29   | Ray Mathias              | 1986-1989 |
| 30   | Bryan Hamilton           | 1989-1993 |
| 31   | Dave Philpotts           | 1993      |
| 32   | Kenny Swain              | 1993-1994 |
| 33   | Graham Barrow            | 1994-1995 |
| 34   | Alex Cribley (intérim)   | 1995      |
| 35   | John Deehan              | 1995-1998 |
| 36   | Ray Mathias              | 1998-1999 |
| 37   | John Benson              | 1999-2000 |
| 38   | Bruce Rioch              | 2000-2001 |
| 39   | Colin Greenall (intérim) | 2001      |
| 40   | Steve Bruce              | 2001      |

| Rang | Nom                       | Période   |
| ---- | ------------------------- | --------- |
| 41   | Paul Jewell               | 2001-2007 |
| 42   | Chris Hutchings           | 2007      |
| 43   | Frank Barlow (intérim)    | 2007      |
| 44   | Steve Bruce               | 2007-2009 |
| 45   | Roberto Martínez          | 2009-2013 |
| 46   | Owen Coyle                | 2013      |
| 47   | Graham Barrow (intérim)   | 2013      |
| 48   | Uwe Rösler                | 2013-2014 |
| 49   | Malky Mackay              | 2014-2015 |
| 50   | Gary Caldwell             | 2015-2016 |
| 51   | Graham Barrow (intérim)   | 2016      |
| 52   | Warren Joyce              | 2016-2017 |
| 53   | Graham Barrow (intérim)   | 2017      |
| 54   | Paul Cook                 | 2017-2020 |
| 55   | Leam Richardson (intérim) | 2020      |
| 56   | John Sheridan             | 2020      |
| 57   | Leam Richardson           | 2021-2022 |
| 58   | Kolo Touré                | 2022-2023 |
| 59   | Shaun Maloney             | 2023-2025 |
| 60   | Ryan Lowe                 | 2025-     |

### Joueurs emblématiques
Joueur de l'année
| Année | Gagnant        |
| ----- | -------------- |
| 1979  | Tommy Gore     |
| 1980  | John Brown     |
| 1981  | Colin Methven  |
| 1982  | Les Bradd      |
| 1983  | Jimmy Weston   |
| 1984  | John Butler    |
| 1985  | Tony Kelly     |
| 1986  | Colin Methven  |
| 1987  | Barry Knowles  |
| 1988  | David Hamilton |
| 1989  | David Thompson |
| 1990  | Peter Atherton |

| Année | Gagnant          |
| ----- | ---------------- |
| 1991  | Peter Atherton   |
| 1992  | Phil Daley       |
| 1993  | Allen Tankard    |
| 1994  | Andy Lyons       |
| 1995  | Andy Lyons       |
| 1996  | Roberto Martínez |
| 1997  | Graeme Jones     |
| 1998  | David Lowe       |
| 1999  | Colin Greenall   |
| 2000  | Andy Liddell     |
| 2001  | Arjan de Zeeuw   |
| 2002  | Arjan de Zeeuw   |

| Année | Gagnant          |
| ----- | ---------------- |
| 2003  | Jason de Vos     |
| 2004  | John Filan       |
| 2005  | Jason Roberts    |
| 2006  | Arjan de Zeeuw   |
| 2007  | Leighton Baines  |
| 2008  | Paul Scharner    |
| 2009  | Titus Bramble    |
| 2010  | Charles N'Zogbia |
| 2011  | Ali Al-Habsi     |
| 2012  | Gary Caldwell    |
| 2013  | Shaun Maloney    |
| 2014  | Jordi Gómez      |

| Année | Gagnant        |
| ----- | -------------- |
| 2015  | James McClean  |
| 2016  | David Perkins  |
| 2017  | Dan Burn       |
| 2018  | Nathan Byrne   |
| 2019  | Reece James    |
| 2020  | Sam Morsy      |
| 2021  | Non attribué   |
| 2022  | Jack Whatmough |
| 2023  | James McClean  |
| 2024  | Sam Tickle     |
| 2025  |                |

Autres joueurs emblématiques
- Peter Atherton
- Paul Beesley
- Emile Heskey
- Chris Kirkland
- Micky Quinn
- Reece James
- Steve Walsh
- Allan Brown
- Victor Moses
- Antonio Valencia

## Stade

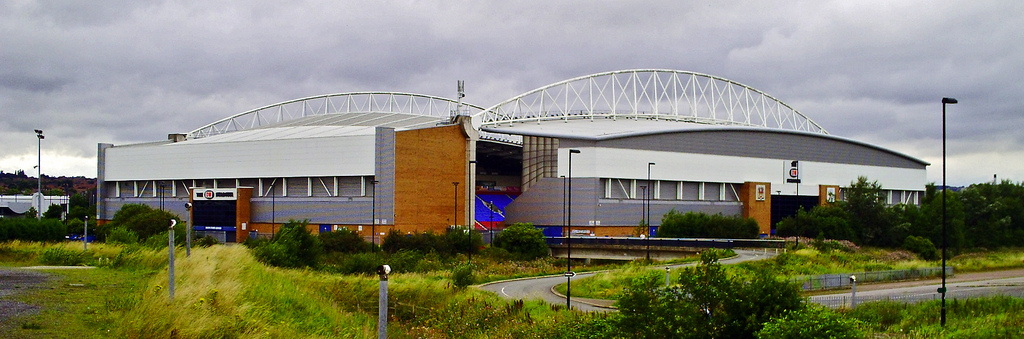
Vue du DW Stadium

L'équipe évolue au DW Stadium depuis 1999 après avoir évolué pendant 67 ans sur le terrain de Springfield Park. Elle partage ce stade avec l'équipe de rugby à XIII des Wigan Warriors. De 1999 à 2009 le stade était connu sous le nom de JJB Stadium.